# Parniczka (dopływ Łozicy)
Parniczka – uregulowana, krótka struga nizinna w zachodniej części Pojezierza Zachodniopomorskiego na Równinie Pyrzycko-Stargardzkiej, w powiecie pyrzyckim.
Podczas prac melioracyjnych bieg Parniczki został znacząco skrócony, wcześniej była to struga płynąca równolegle do Ostrowicy, której wody skierowano na wschód do Łozicy, pozostałe, odcięte koryto pełni rolę rowu melioracyjnego w południowo-zachodniej części Gminy Bielice. Główny nurt po uregulowaniu i skierowaniu do Łozicy ma długość ok. 6 km.